# Blossia setifera
Blossia setifera är en spindeldjursart som beskrevs av Pocock 1900. Blossia setifera ingår i släktet Blossia och familjen Daesiidae. Inga underarter finns listade.